# محوطه ساحل کلات
محوطه ساحل کلات مربوط به هزاره سوم قبل از میلاد - مفرغ است و در شهرستان کنارک، بخش زرآباد، دهستان شرقی، ۵۰ کیلومتری جنوب شرق جهلو، ۳ کیلومتری جنوب غرب کلات واقع شده و این اثر در تاریخ ۲۶ اسفند ۱۳۸۷ با شمارهٔ ثبت ۲۵۸۵۷ به‌عنوان یکی از آثار ملی ایران به ثبت رسیده است.